# 沃維爾
沃維爾（德語：Wauwil）是瑞士卢塞恩州的一个市镇，位於該國中部，面積2.94平方公里，七成土地是農業用地，海拔高度539米，2011年人口1,788，人口密度每平方公里608人。